# Phlebia argentinensis
Phlebia argentinensis är en svampart som beskrevs av W.B. Cooke 1956. Phlebia argentinensis ingår i släktet Phlebia och familjen Meruliaceae.   Inga underarter finns listade i Catalogue of Life.